# Santa Ludmila

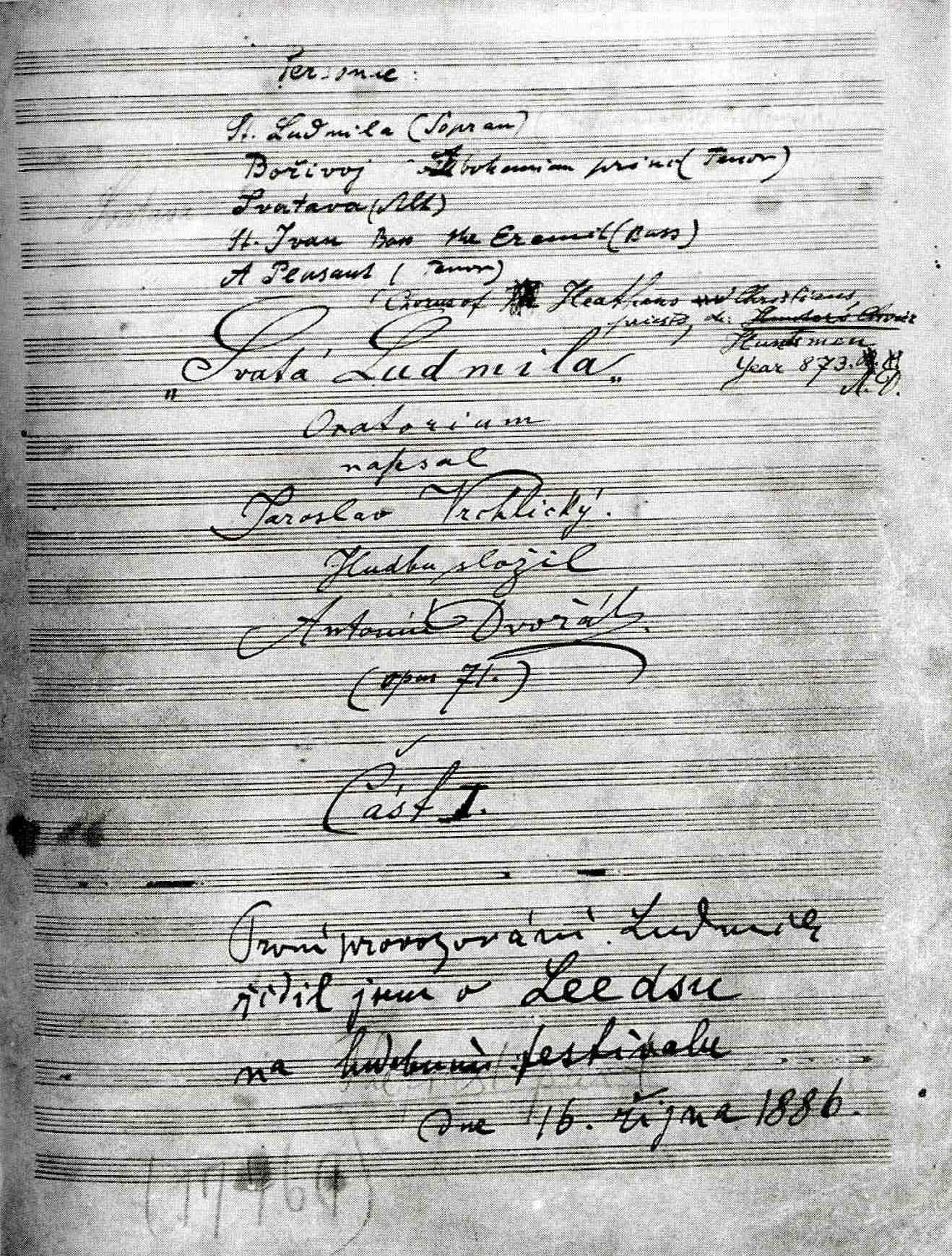
La portada de la partitura autógrafa de Santa Ludmila de Dvořák con la inscripción de la mano del autor: «Dirigí la primera interpretación de Santa Ludmila en el festival de música de Leeds el 16 de octubre de 1886». Sin embargo, la primera representación tuvo lugar el 15 de octubre de 1886. La nota en la partitura es inexacta.

Santa Ludmila (en checo: Svatá Ludmila), op. 71, B. 144, es un oratorio compuesto por Antonín Dvořák entre septiembre de 1885 y mayo de 1886. Lo escribió para solistas, coro y orquesta y está basado en un texto de Jaroslav Vrchlický. Santa Ludmila es el tercer oratorio de Dvořák y se considera una de sus obras más destacadas.

## Historia
La obra fue encargada por el editor Littleton durante la primera visita de Dvořák a Inglaterra. Estaba destinada al Festival de Leeds y Dvořák, muy familiarizado con la tradición de los festivales ingleses, se sintió atraído por la idea. También quedó impresionado por el alto nivel de las orquestas y coros ingleses, y en particular por sus interpretaciones de oratorios. Por otro lado, también se inspiró en su propia religiosidad; compuso muchas obras para textos religiosos cristianos, así como la Obertura Husita, una obra instrumental «protestante».
Cronológicamente, Santa Ludmila sigue a la Sinfonía n.° 7 en re menor (terminada en marzo de 1885) y ambas obras están influenciadas por los hechos históricos reales de esa época. El año 1884 fue inquieto para los checos; organizaron manifestaciones y manifestaciones patrióticas de solidaridad en la lucha por la libertad, la policía austriaca había prohibido cantar canciones checas y la situación social era muy tensa. Dvořák recurrió a temas típicos checos y eslavos durante este tiempo para apoyar el movimiento nacional, aunque su editor alemán Simrock se acercó a él para apartarse de los temas patrióticos y, en cambio, crear obras basadas en obras literarias de fama mundial. El compositor, sin embargo, se negó en una de sus cartas a Simrock diciendo: «... un artista también tiene un país por el que debe tener una fe firme y un corazón ferviente». Por lo tanto, la obra tiene un carácter nacional más que religioso, lo que se manifiesta principalmente en las escenas corales.
La primera representación no tuvo una buena recepción; la obra fue criticada por su extensión, su tema checo y también por su supuesta dependencia musical de Georg Friedrich Händel, Felix Mendelssohn, Richard Wagner, Joseph Haydn y Ludwig van Beethoven. Dvořák luego reescribió y redujo varias partes de la composición. Santa Ludmila se estrenó en Praga en 1901 y la primera actuación con la Orquesta Filarmónica Checa tuvo lugar el 3 de abril de 1904. Sin embargo, Dvořák estaba gravemente enfermo y no asistió a esta actuación.
Santa Ludmila tiene una larga tradición de interpretación en los escenarios de conciertos checos. Se presentó en el tercer Festival Primavera de Praga en 1948, bajo la dirección de Rafael Kubelík. Fue la última actuación pública de Kubelík en su país natal en muchos años. En noviembre de 1954, la Filarmónica Checa con Karel Šejna interpretó la obra en dos conciertos en la Sala Smetana de la Casa municipal de Praga. En 1987 tuvo lugar otro concierto, esta vez con el director Václav Neumann. La primera actuación en el siglo XXI se realizó en 2004, cien años después de la muerte de Dvořák, con la Filarmónica Checa y el director Jiří Bělohlávek.

## Personajes

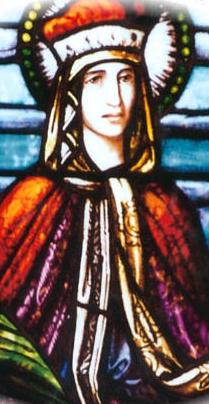
Imagen de Ludmila de Bohemia de una vidriera en la iglesia de Santa Ludmila (Cedar Rapids, Iowa).

| Papel            | Tipo de voz  | Reparto en el estreno, 15 de octubre de 1886 (Director: Antonín Dvořák) |
| ---------------- | ------------ | ----------------------------------------------------------------------- |
| Ludmila          | soprano      | Emma Albani                                                             |
| Svatava          | mezzosoprano | Janet Patey                                                             |
| Bořivoj          | tenor        | Edward Lloyd                                                            |
| Campesino        | tenor        |                                                                         |
| Ivan el Ermitaño | bajo         | Charles Santley                                                         |